# Ginie Van de Noort
Ginie Van de Noort, née le 25 décembre 1979 à Compiègne dans le département de l'Oise, est une journaliste, présentatrice de télévision et de radio française.

## Biographie
Ginie Van de Noort naît le 25 décembre 1979. Elle passe son enfance à Compiègne.
Diplômé du CELSA et de l'Institut français de presse, elle arrive à Paris en 1998 et fait ses armes pendant trois ans chez RTL, au côté de Philippe Labro, Nagui et Christophe Dechavanne.
Repéré en 2000 par une agence de mannequins, elle monte sur les podiums pour défiler.
En 2002, elle participe en tant que tentatrice à la première édition de L'Île de la tentation, puis en 2004, elle joue le rôle de "Sabrina la bimbo" dans la série Gloire et Fortune : La Grande Imposture. Par la suite, on peut régulièrement la voir dans La Grosse Émission sur Comédie ! et dans On a tout essayé sur France 2.
Au lancement de Direct 8 en 2005, Vincent Bolloré l'appelle pour animer une émission quotidienne en prime time, Avant Tout Le Monde. Elle animera cette quotidienne pendant trois ans, en même temps qu'une émission consacrée à la mode, Fashion 8.
En juin 2006, au lancement du quotidien Direct Soir, Vincent Bolloré lui confie également les pages « Conso ».
En 2011, elle anime une émission hebdomadaire Look & Vous sur Ma Chaîne Sport Bien-Être.
Depuis 2011, elle a collaboré pour différents magazines de presse écrite et notamment Hotel & Lodge, ELLE, L'Optimum, À Nous Paris, Télé 7 jours, Télé Star ou Madame Figaro.

## Filmographie
- 2001 : Ma femme est une actrice de Yvan Attal
- 2002 : France Boutique de Tonie Marshall
- 2003 : Podium de Yann Moix
- 2005 : L'Amour aux trousses de Philippe de Chauveron
- 2006 : La Panthère rose (The Pink Panther) de Shawn Levy (une invitée au bal présidentiel)

## Liens externes

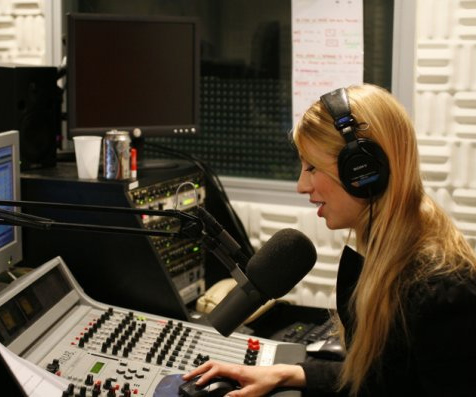
Ginie Van de Noort pour la radio.